# حالة هارتل-هوكينغ

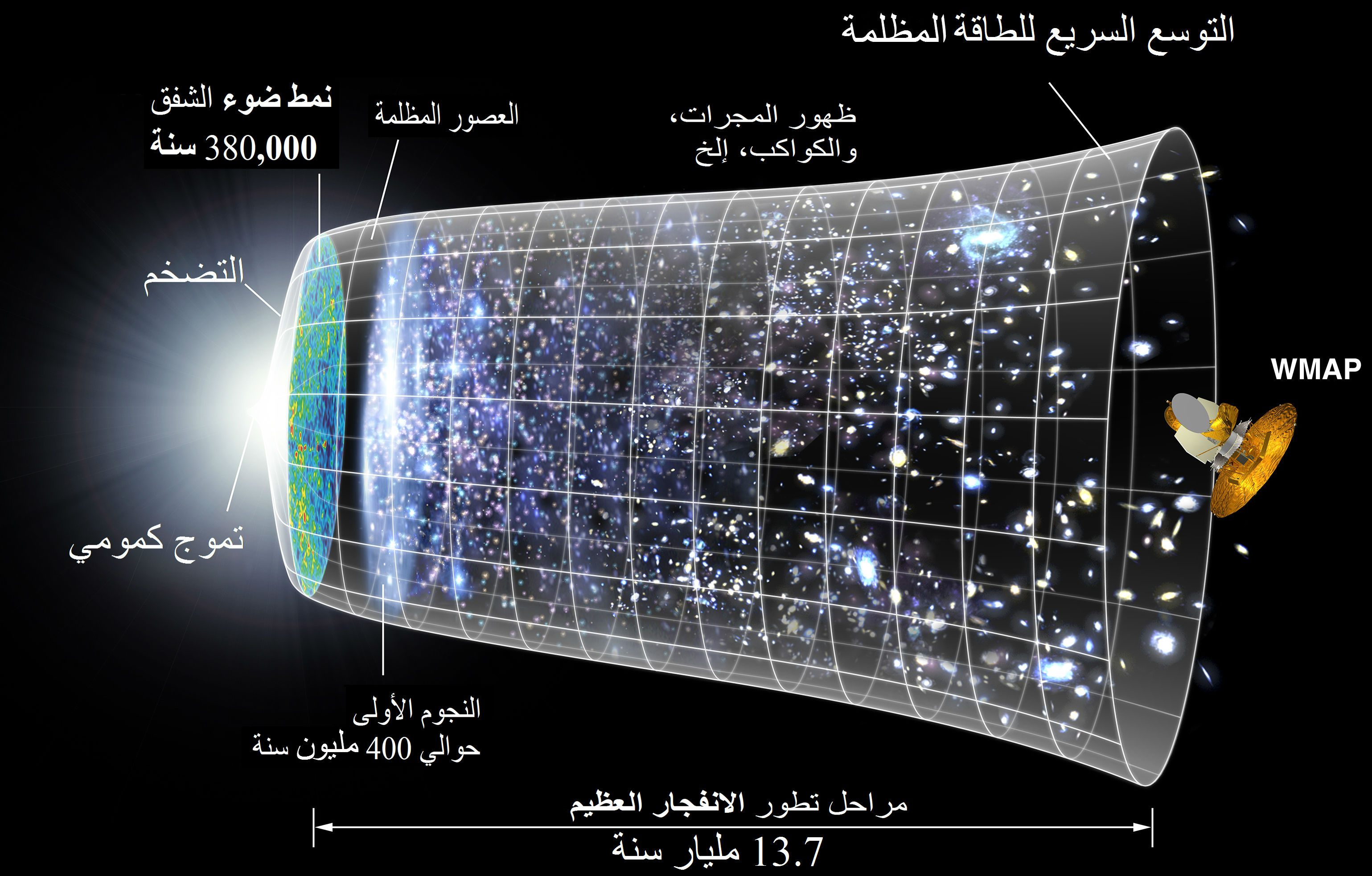

في الفيزياء النظرية، حالة هارتل- هوكينغ (بالإنجليزية: Hartle–Hawking state)‏ هو نموذج نظري في علم الكون الكمومي اقترحه الفيزيائيان جيمس هارتل وستيفن هوكينغ في عام 1983 يختص بحالة الكون قبل حقبة بلانك. يقترح النموذج فكرة عدم وجود نقطة بداية فعلية للكون عند نشأته من خلال ما يعرف بالزمن التخيلي من أجل حل مشكلة التفرد في نظرية الانفجار العظيم التقليدية حيث تنهار قوانين الفيزياء.